# Villa Hammerschmidt
Villa Hammerschmidt var från 1950 till 1994 första residens för Tysklands förbundspresident. På tyska kallas villan även för "Vita huset i Bonn", och fungerade som en politisk symbol för Västtyskland och dess huvudstad Bonn. Sedan 1994 har Villa Hammerschmidt varit Tysklands presidents sekundära officiella säte och sekundära officiella residens. Presidentens fana vajar ovanför Villa Hammerschmidt när presidenten är i Bonn.
Villan ligger i hjärtat av Bonns tidigare regeringskvarter, som gränsar till floden Rhen i norr och mitt emot det zoologiska museet Koenig i söder.
På övervåningen i byggnaden finns en privat lägenhet för den tyske presidenten, medan bottenvåningen består av officiella lokaler som används för ceremoniella ändamål.
Villa Hammerschmidt byggdes 1860 i nyklassisk stil efter ritningar  av August Dieckhoff, som ett ståtligt hem för en förmögen industriman. Den renoverades 1868 av arkitekten Otto Penner.

## Tidigare ägare

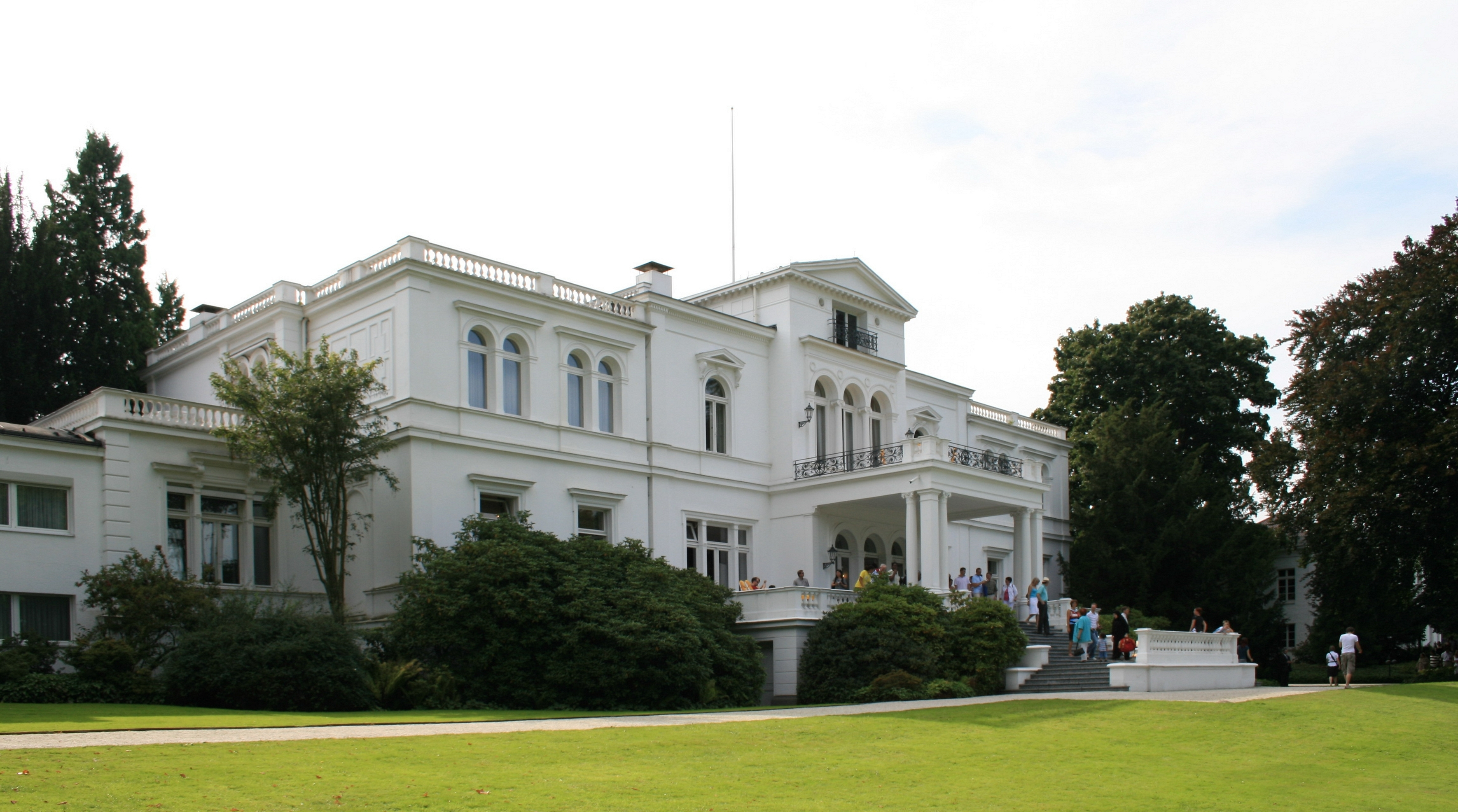
Baksidan av Villa Hammerschmidt

Sedan dess tillkomst har Villa Hammerschmidt haft följande ägare:
- Albrecht Troost (1860–1868)
- Leopold Koenig (1868–1899), hans son Alexander Koenig var grundare av Zoologisches Reichsmuseum Alexander Koenig mitt emot  Villa Hammerschmidt
- Rudolf Hammerschmidt (1899–1928)
- Såld på auktion och uppdelad i flera lägenheter (1928–1945)
- Rekvirerad av brittiska ockupationsmakten i Tyskland efter andra världskriget (1945–1949)
- Tyska Förbundsrepubliken (sedan 1950)